# Смирдан (Долж)
Смирдан (рум. Smârdan) — село у повіті Долж в Румунії. Входить до складу комуни Чуперченій-Ной.
Село розташоване на відстані 255 км на захід від Бухареста, 80 км на південний захід від Крайови.

## Населення
За даними перепису населення 2002 року у селі проживали 1480 осіб, усі — румуни. Рідною мовою 1479 осіб (99,9%) назвали румунську.